# (39797) 1997 TK18
(39797) 1997 TK18 est un astéroïde troyen de Jupiter découvert en 1997.

## Description
(39797) 1997 TK18 a été découvert le 3 octobre 1997 à la station de Xinglong, dans la province chinoise d'Hebei (Chine), par Beijing Schmidt CCD Asteroid Program.

### Caractéristiques orbitales
L'orbite de cet astéroïde est caractérisée par un demi-grand axe de 5,17 ua, un périhélie de 4,75 ua, une excentricité de 0,08 et une inclinaison de 14,98° par rapport à l'écliptique. Du fait de ces caractéristiques, à savoir un demi-grand axe compris entre 4,6 et 5,5 ua et un périhélie inférieur à 0,3 ua, il est classé, selon la JPL Small-Body Database, astéroïde troyen de Jupiter du camp troyen. Il est situé au point de Lagrange L4 du système Soleil-Jupiter.

### Caractéristiques physiques
(39797) 1997 TK18 a une magnitude absolue (H) de 12,3 et un albédo estimé à 0,205.